# Else von Hollander-Lossow
Else von Hollander-Lossow (* 23. März 1884 in Stralsund; † nach 1966) war eine deutsche Übersetzerin und Erzählerin.

## Leben
Else von Hollander-Lossow, geb. Glawe, heiratete 1914 in Quedlinburg Walther von Hollander. Sie kam nach Berlin, wo sie als Journalistin und besonders als Übersetzerin tätig war. Bereits mit 25 Jahren hatte sie fast das komplette erzählerische und dramatische Werk Strindbergs für den Hyperionverlag Berlin übersetzt. Zudem schrieb sie Romane. 1924 heiratete sie in zweiter Ehe den Schriftsteller und Theaterspielleiter Rudolf von Lossow (1882–1945). Das Jahr ihres Todes ist bislang ungeklärt, in den Berliner Telefonbüchern wird sie bis 1967, mit Stand vom Dezember 1966, geführt. Sie wohnte zuletzt in der Knesebeckstraße.
Bekannt sind Übersetzungen aus dem Schwedischen (z. B. August Strindberg, Ernst Didring und Astrid Lindgren), Norwegischen, Dänischen (z. B. Hans Christian Andersen), Englischen (z. B. Eugene O’Neill und Robert Heinlein), Niederländischen (z. B. Willem Elsschot) und Französischen (z. B. Voltaire und Balzac).

## Werke
- Die unsterbliche Königin (1933)
- Die Gefangene von Celle (1935)
- Frauen und Feinde von Richelieu (1937)
- Hinter der lachenden Maske (1939)
- Kaufmann des großen Königs (1941)
- Der Magier von Weinsberg (1946)